# K.K. Partizan 1982-1983
Questa pagina raccoglie le informazioni riguardanti il Košarkaški klub Partizan nelle competizioni ufficiali della stagione 1982-1983.

## Roster
| N° | Naz.                  | Ruolo | Sportivo            |  | Alt. |  |
| -- | --------------------- | ----- | ------------------- |  | ---- |  |
| 4  | Jugoslavia (bandiera) | P     | Dragan Todorić      |  | 187  |  |
| 5  | Jugoslavia (bandiera) | P     | Nebojša Zorkić      |  | 188  |  |
| 6  | Jugoslavia (bandiera) |       | Goran Ristanović    |  |      |  |
| 7  | Jugoslavia (bandiera) |       | Nebojša Lazarević   |  |      |  |
| 8  | Jugoslavia (bandiera) | C     | Boban Petrović      |  | 204  |  |
| 9  | Jugoslavia (bandiera) | AP    | Danko Cvjetićanin   |  | 198  |  |
| 10 | Jugoslavia (bandiera) | C     | Milenko Savović     |  | 210  |  |
| 11 | Jugoslavia (bandiera) | C     | Miodrag Marić       |  |      |  |
| 12 | Jugoslavia (bandiera) | A     | Goran Grbović       |  | 200  |  |
| 13 | Jugoslavia (bandiera) |       | Nebojša Bukumirović |  |      |  |
| 14 | Jugoslavia (bandiera) | A     | Arsenije Pešić      |  |      |  |
| 15 | Jugoslavia (bandiera) |       | Goran Despotović    |  |      |  |
|    | Jugoslavia (bandiera) |       | Dragan Živanović    |  |      |  |
|    | Jugoslavia (bandiera) | All.  | Borislav Džaković   |  |      |  |